# Высокинское сельское поселение (Воронежская область)
Высокинское сельское поселение — муниципальное образование в Лискинском районе Воронежской области.
Административный центр — село Высокое.

## Население
| 2010  | 2012  | 2013  | 2014  | 2015  | 2016  | 2017  |
| ----- | ----- | ----- | ----- | ----- | ----- | ----- |
| 2360  | ↘2317 | ↘2276 | ↘2255 | ↘2253 | ↗2254 | ↘2213 |
| 2018  |       |       |       |       |       |       |
| ↗2230 |       |       |       |       |       |       |

## Населённые пункты
В состав поселения входят 3 населённых пункта:
1. село Высокое
2. хутор Подлесный
3. хутор Старая Покровка